# Handelsministeriet (Storbritannien)
Det britiske handelsministerium blev oprettet i 1672, oprindeligt som et engelsk ministerium. I det meste af tiden har ministeriet heddet handelsrådet (the Board of Trade).
Det nuværende navn Ministerium for forretning, innovation, færdigheder (Department for Business, Innovation & Skills (BIS)) blev indført i 2009. 

## Formænd for handelsrådet (1786–1900)
Denne liste er ufuldstændig; hjælp gerne med at udfylde den.
- 1806–1807: William Eden, 1. baron Auckland
- 1818–1823: Frederick John Robinson, 1. viscount Goderich, 1. gang
- 1827–1828: Charles Grant
- 1830–1834: George Eden, 1. jarl af Auckland
- 1841–1843: Frederick John Robinson, 1. viscount Goderich, 2. gang
- 1843–1845: William Gladstone
- 1878–1880: Dudley Ryder, 3. jarl af Harrowby
- 1886–1888: Frederick Stanley, 16. jarl af Derby

## Formænd for handelsrådet (1900–1963)
Denne liste er ufuldstændig; hjælp gerne med at udfylde den.
- 1905–1908: David Lloyd George
- 1908–1910: Winston Churchill
- 1921–1922: Stanley Baldwin
- 1945–1947: Stafford Cripps
- 1947–1951: Harold Wilson

## Minister for industri, handel, regional udvikling og formand for handelsrådet (1963–1964)
- 1963–1964: Edward Heath

## Industriministre (1974–1983)
Denne liste er ufuldstændig; hjælp gerne med at udfylde den.
- 1974–1979 Tony Benn

## Handels- og industriministre samt formænd for handelsrådet (1983–2007)
Denne liste er ufuldstændig; hjælp gerne med at udfylde den.
- juli–december 1998: Peter Mandelson, 1. gang
- 2006–2007: Alistair Darling

## Ministre for forretning, innovation, virksomheder, reform af lovgivning og formænd for handelsrådet (2007–2009)
Denne liste er ufuldstændig; hjælp gerne med at udfylde den.
- 2008–2009: Peter Mandelson, 2. gang

## Ministre for forretning, innovation, færdigheder og formænd for handelsrådet (siden 2009)
- 2009–2010: Peter Mandelson, 3. gang
- Fra 2010: Vincent Cable, næstformand for partiet Liberal Democrats.